# El Mastranzo, Chihuahua
El Mastranzo är en ort i Mexiko.   Den ligger i kommunen Aldama och delstaten Chihuahua, i den nordvästra delen av landet, 1 300 km nordväst om huvudstaden Mexico City. El Mastranzo ligger 1 310 meter över havet och antalet invånare är 104.
Terrängen runt El Mastranzo är varierad, och sluttar österut. Runt El Mastranzo är det mycket glesbefolkat, med 2 invånare per kvadratkilometer. Närmaste större samhälle är Rancho Enmedio, 13,2 km söder om El Mastranzo. Omgivningarna runt El Mastranzo är i huvudsak ett öppet busklandskap.